# Kuźnia Wodna w Oliwie
Kuźnia Wodna w Oliwie – zabytek techniki w Gdańsku w postaci kuźni napędzanej kołem wodnym. 

## Historia

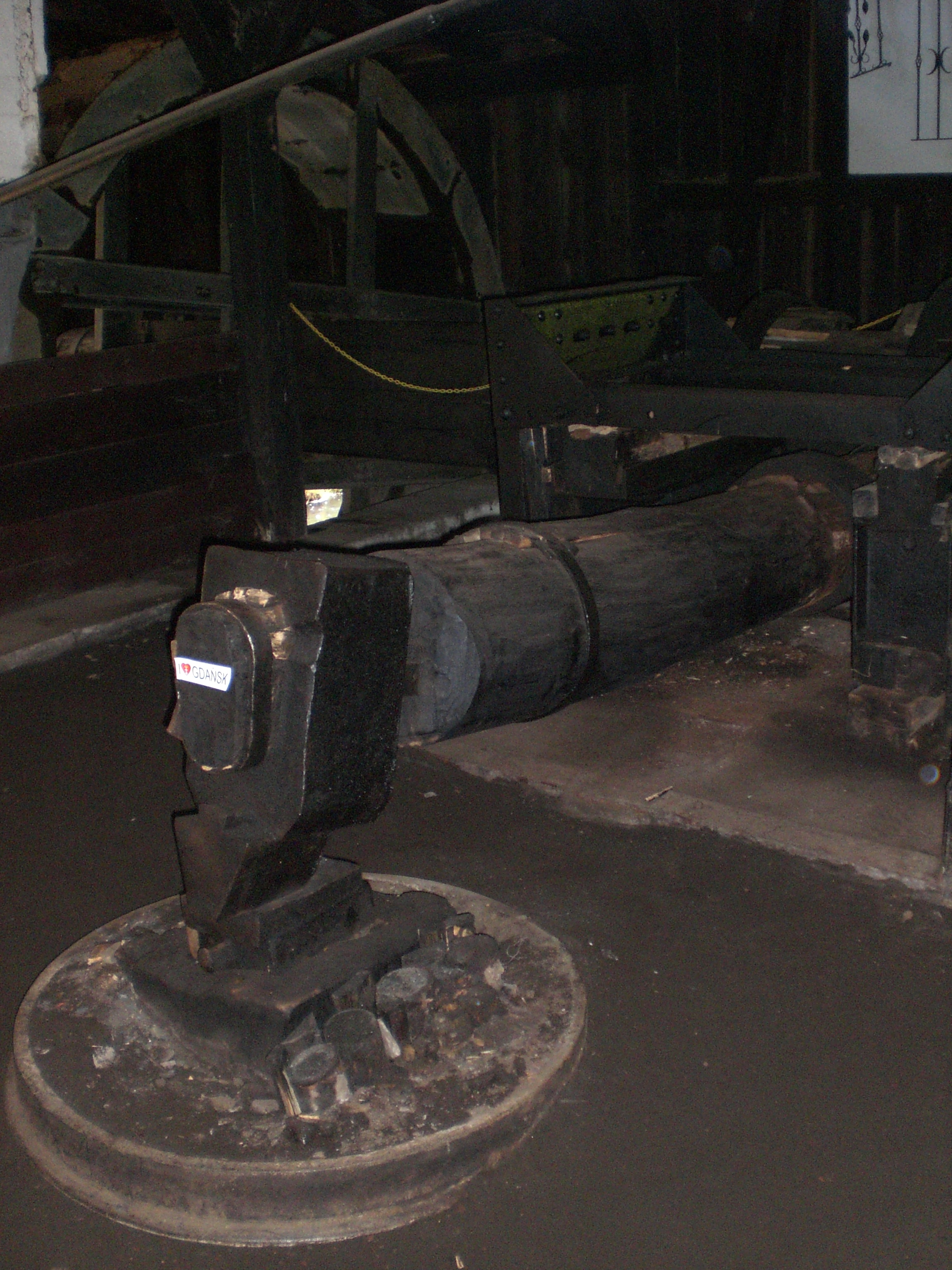
Wnętrze kuźni

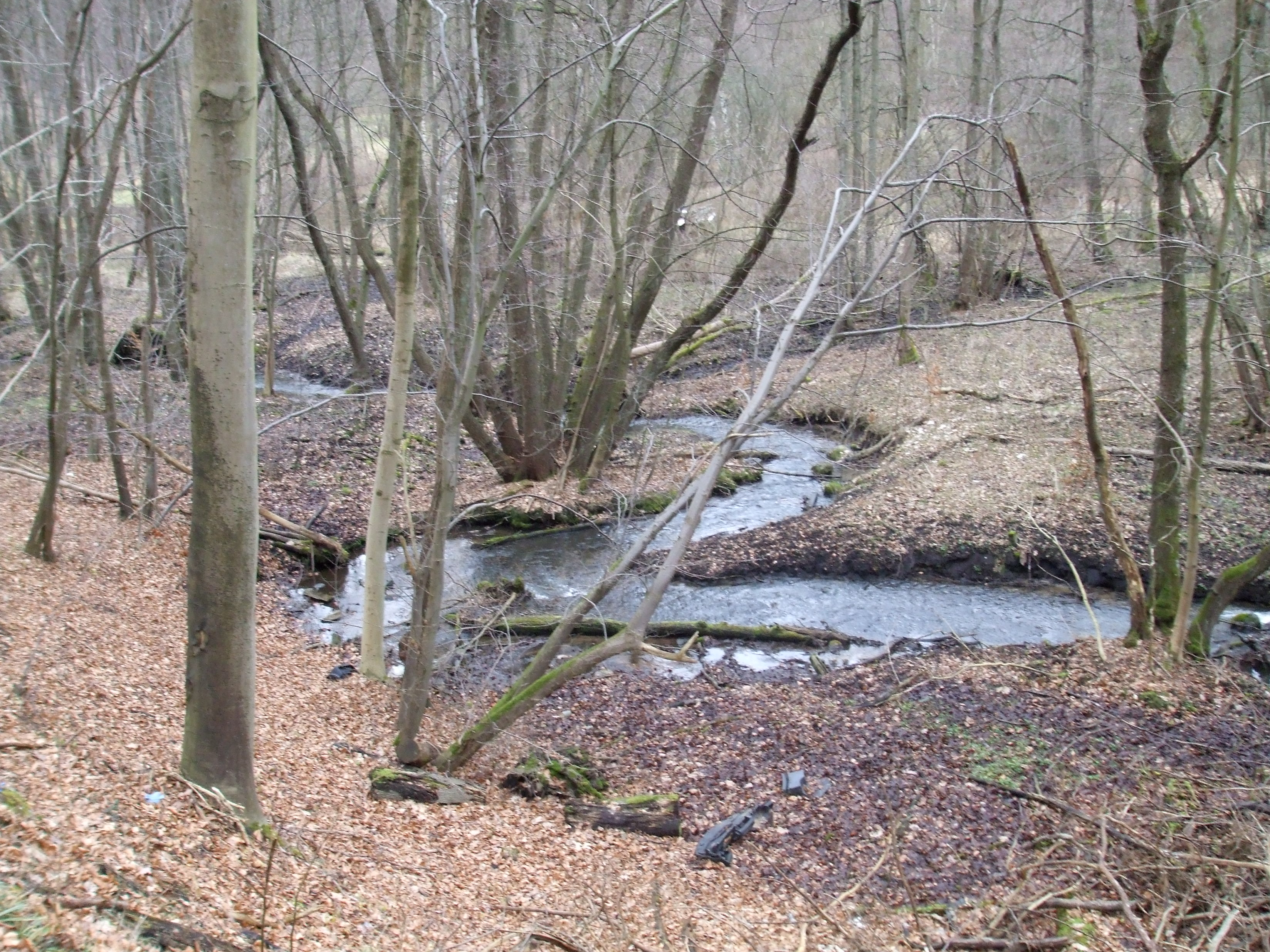
Potok Oliwski

Warsztaty metalurgiczne funkcjonowały w tej okolicy już w XVI w. Najstarszym zachowanym dokumentem jest akt sprzedaży kuźni przez Jana Klinghamera w 1597 opatowi Zakonu Cystersów w Oliwie Dawidowi Konarskiemu. W latach 1628–1733 kuźnia należała do rodziny Remus, od roku 1830 do Daniela Mąglowskiego, zaś w latach 1918–1945 do Maxa Hansena. Pomimo stosunkowo dużych opłat na rzecz konwentu zakład stanowił bardzo dochodowe przedsięwzięcie, w którym aż do XX w. przetwarzano spore ilości żelaza. W połowie XVIII wieku dzierżawca kuźni zobowiązany był płacić 140 florenów i dostarczać około 485 kg żelaza rocznie. Jeszcze w 1830 zakład produkował prawie 200 ton różnych wyrobów metalowych.
W przeszłości tylko w takich miejscach, zwanych młotowniami, można było rozkuwać duże kawały metalu i wysyłać je do mniejszych kuźni.
W 1948 w kuźni zaprzestano bieżącej działalności, a pozostawiony swojemu losowi obiekt zaczął niszczeć. W 1957 kuźnię przejęło Muzeum Techniki w Warszawie; zabezpieczono ocalałe urządzenia i fragmenty budynków, opracowano koncepcję odbudowy, którą przeprowadzono w latach 1960–1963 oraz 1975–1976. Następnie w latach 1976–1978 przeprowadzono konserwację urządzeń i mechanizmów kuźni. 17 czerwca 1978 uroczyście udostępniono kuźnię do zwiedzania. W latach 1978–2016 był oddziałem Muzeum Techniki w Warszawie.
Kuźnia ucierpiała w wyniku powodzi, jaka miała miejsce 14–15 lipca 2016.
Kuźnia Wodna w Oliwie jest jedynym tego typu czynnym obiektem w Polsce.

## Stan obecny
Od 2017 Kuźnia jest w rękach miasta Gdańska. Po przejęciu przez nowego właściciela Kuźnia była zamknięta dla zwiedzających, a obecnie jest udostępniona dla zwiedzających.
Planowane są regulacja biegu przepływającego potoku, a także wymiana dachu, remont ścian oraz instalacji elektrycznej.

## Konstrukcja i wyposażenie
Drewniany budynek kuźni składa się z dwóch części przedzielonych Potokiem Oliwskim, nad którym posadowiono obiekt. Każda z części posiada piec grzewczy i młot napędzany odrębnym kołem wodnym o średnicy 4 m, z umieszczonymi na obwodzie 44 łopatkami. Są to koła nasiębierne osadzone na kwadratowych w przekroju (0,7 * 0,7 m) wałach dębowych o długości 8 m. Zastosowana dźwignia przy obrocie wału podnosi młot o ciężarze około 250 kg, który spada następnie z wysokości około 40 cm na kowadło.
Elementem wyposażenia są również nożyce mimośrodowe, poruszane małym kołem wodnym o średnicy 3,1 m, osadzonym na wale dębowym o średnicy 0,5 m i długości 4,7 m. Nożyce pozwalają na cięcie rozgrzanego żelaza o grubości 40 mm. Kuźnia znajduje się na turystycznym szlaku Kartuskim.

## Sąsiedztwo
W bezpośrednim sąsiedztwie kuźni znajdują się zabytkowy Dwór Ernsttal i zabytkowy Dwór Schwabego.